# Vajiravudh
Vajiravudh del Siam, nome completo: Phra Bat Somdet Phra Poramenthara Maha Vajiravudh Phra Mongkut Klao Chao Yu Hua (in thai: พระบาทสมเด็จพระปรเมนทรมหาวชิราวุธฯ พระมงกุฎเกล้าเจ้าอยู่หัว), chiamato anche Rama VI o Phra Mongkut Klao (Bangkok, 1º gennaio 1881 – Bangkok, 25 novembre 1925), fu re del Siam, sesto sovrano della dinastia Chakri.

## Biografia

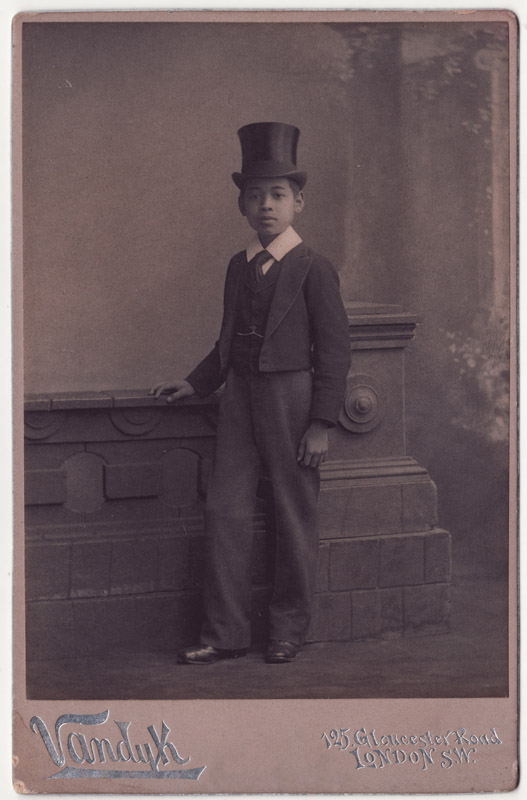
Ritratto di Vajiravudh nel 1890, durante il suo periodo di studi in Inghilterra

Il principe Vajiravudh era figlio di re Chulalongkorn e di Saovabha Bongsri, una delle quattro regine consorti del sovrano. Compì gli studi a palazzo reale in lingua siamese e inglese. Nel 1893 si trasferì in Inghilterra, dove fu affidato a un tutore privato. Nel 1895 morì il suo fratellastro ed erede al trono Vajirunhis e il padre lo nominò nuovo principe della corona del Siam. Dal 1898 proseguì gli studi all'accademia militare del Royal Military College di Sandhurst; dopo il diploma prestò servizio per un breve periodo nell'Esercito britannico nella fanteria leggera e frequentò un corso per ufficiali alla Scuola di moschetteria di Hythe (Kent).
Nel 1890 e 1891 fu iscritto al College Christ Church dell'Università di Oxford, dove studiò Legge e Storia, ma non riuscì a laurearsi per problemi di salute. Nel periodo trascorso in Inghilterra, Vajiravudh si appassionò di letteratura inglese e in particolare di Shakespeare, del quale avrebbe in seguito tradotto in siamese diverse opere. Fu di quegli anni la prima monografia storica che scrisse, riguardante la guerra di successione polacca. Rappresentò il padre in importanti occasioni, come il funerale della regina Vittoria e l'incoronazione del successore re Edoardo VII.
Tornò in Siam nel 1902 e nel 1904 entrò come novizio in un tempio buddhista, secondo un'antica tradizione nazionale. Trascorse gli anni compresi tra il suo ritorno e l'ascesa al trono a servire nella pubblica amministrazione. Nel 1906 il padre Chulalongkorn viaggiò in Europa per farsi curare i polmoni e nominò Vajiravudh reggente del regno.
Salì al trono, alla morte del padre, il 23 ottobre 1910. Proseguì sulla strada tracciata dal nonno Rama IV e dal padre per ammodernare lo Stato, dando impulso alle arti, facendo costruire grandi palazzi e sviluppando il sistema ferroviario. Sviluppò la tradizione di mandare a studiare in Europa i giovani membri della casa reale e delle famiglie borghesi siamesi, al fine di creare una classe dirigente moderna ed efficiente. Diede anche slancio ai movimenti nazionalisti.
Con Vajiravudh fu inaugurato nel 1916 il nuovo sistema di denominazione dinastica: il sovrano assunse il nome di Rama VI, stabilendo per i suoi predecessori i nomi postumi di Rama I, Rama II ecc. Il nome Rama è il diminutivo di Ramathibodi, fondatore del Regno di Ayutthaya, e rievoca quello della divinità induista Rāma, settimo avatar del dio Visnù, che in questa forma si manifesta come regale principe per risollevare le sorti morali dell'umanità.
Durante la prima guerra mondiale mantenne inizialmente un atteggiamento neutrale, salvo poi dichiarare guerra a Germania e Austria-Ungheria il 22 luglio 1917 e inviare un corpo di spedizione in Francia.
Nel 1925 Rama VI morì senza eredi maschi (la moglie diede alla luce la loro prima e unica figlia appena due ore dopo il suo decesso) ed il trono passò nelle mani del fratello minore Prajadhipok.
Le grandi spese per ammodernare lo Stato sostenute durante il regno di Vajiravudh e in quello del padre, unite alla grande depressione che seguì il crollo di Wall Street nel 1929, portarono alla grave crisi politica e finanziaria nazionale che sfociò nella cosiddetta rivoluzione siamese del 1932, il colpo di Stato che costrinse il suo successore Rama VII a concedere la monarchia costituzionale. A tale evento contribuirono anche il grande spazio che Rama VI aveva concesso ad alcune frange dell'aristocrazia, con cui la monarchia aveva perduto molti dei privilegi ottenuti durante il regno di Rama V. I promotori del colpo di Stato furono gli ex studenti ed allievi ufficiali mandati a studiare in Europa durante il suo regno, che soprattutto in Francia erano venuti in contatto con le istanze democratiche e socialiste dell'epoca.